# (34756) 2001 QL139
2001 QL139 (asteroide 34756) é um asteroide da cintura principal. Possui uma excentricidade de 0.24087040 e uma inclinação de 9.42634º.
Este asteroide foi descoberto no dia 22 de agosto de 2001 por LINEAR em Socorro.